# Granblue Fantasy Versus
Granblue Fantasy Versus es un videojuego de lucha desarrollado por Arc System Works y distribuido por Cygames en Japón y por Xseed Games en América, para PlayStation 4 y Microsoft Windows. Está basado en la franquicia de videojuegos de rol Granblue Fantasy. Fue lanzado en Japón el 6 de febrero de 2020, y luego en Norteamérica el 3 de marzo del mismo año. El juego fue lanzado internacionalmente en PC a mediados de marzo de 2020.

## Personajes
El plantel de luchadores del juego base incluye once personajes jugables, el cual se expandirá mediante pases de temporada con personajes DLC.
| Juego base                                                                                               | Descargables                                                                                               |
| --- | --- |
| - Charlotta - Ferry - Gran - Katalina - Ladiva - Lancelot - Lowain - Metera - Percival - Vaseraga - Zeta | - Anre - Beelzebub - Belial - Cagliostro - Djeeta - Eustace - Narmaya - Seox - Soriz - Vira - Yuel - Zooey |

## Desarrollo
El videojuego fue anunciado oficialmente en diciembre de 2018 durante la celebración del evento Granblue Fantasy Fest. El director de la franquicia Granblue Fantasy, Tetsuya Fukuhara, ofreció detalles sobre el juego en una entrevista con la revista Famitsu. Reveló que se eligió a la desarrolladora Arc System Works porque el estilo utilizado en los juegos Guilty Gear y BlazBlue se adaptaban muy bien con el de Granblue Fantasy. Además, explicó que el juego sería accesible para jugadores no habituados a los juegos de lucha, como también para aquellos con experiencia en el género. Por último, señaló que estaba en sus planes lanzar versiones del juego para PC y máquinas arcade.
Un año más tarde, durante la celebración del evento Granblue Fantasy Fes 2019 fueron anunciados dos pases de temporada que incluirían nuevos personajes al juego base. Además, los asistentes del evento tuvieron acceso a una demo del juego con los once luchadores iniciales.